# Девас
Девас (англ. Dewas, хинди देवास) — город и муниципалитет на западе центральной части индийского штата Мадхья-Прадеш. Административный центр округа Девас.

## География
Расположен в 143 км к юго-западу от города Бхопал и в 35 км к северо-востоку от Индаура, на высоте 597 м над уровнем моря.

## Население
Население города по данным переписи 2011 года составляет 289 438 человек. По данным прошлой переписи 2001 года оно насчитывало 230 658 человек. Доля мужчин составляла 52 %, женщин — 48 %. Уровень грамотности населения на тот период — 69 %, что выше среднеиндийского показателя 59,5 %. Дети в возрасте младше 5 лет составляли 7 % от населения города. Наиболее распространённые языки — хинди и маратхи.

## Транспорт
Через город проходит национальное шоссе № 3, соединяющее Агру и Бомбей. Имеется железнодорожное сообщение.